# Bezirk Kocēni
Der Bezirk Kocēni (Kocēnu novads) war ein Verwaltungsbezirk im Norden Lettlands, der von 2009 bis 2021 existierte (bis 2010 als Valmieras novads). Im Zuge der Verwaltungsreform 2021 wurden seine Gemeinden Teil des neuentstandenen Bezirk Valmiera.

## Geographie
Das ländliche Gebiet liegt südwestlich der Stadt Valmiera. Die Ostgrenze bildete die Gauja. Die Erhebung Zilaiskalns gehört mit 127 Meter zu den höchsten in der Region.

## Bevölkerung
Der Bezirk mit 7018 Einwohnern (2010) bestand aus den fünf Gemeinden (pagasts) Bērzaine, Dikļi, Vaidava, Zilākalns und dem Verwaltungszentrum Kocēni. 